# Вавилон-5: Обвинения
Вавилон-5: Обвинения — шестая книга в серии научно-фантастических романов, действие которых происходит в вымышленной вселенной сериала «Вавилон-5», созданной Джозефом Майклом Стражински. Автор книги — Луис Тилтон.

## Описание
Действие романа происходит во временные рамки между эпизодами второго сезона Points of Departure и Divided Loyalties, и повествует о раскрытии убийства, обвненном в котором оказывается один из высших командных чинов станции «Вавилон-5».
После получения сообщения с просьбой о помощи от старого друга, командир Сьюзен Иванова принимает тревожный сигнал бедствия с корабля, атакованного пиратами. По возвращении на станцию Иванова узнает от Майкла Гарибальди, что отправитель сообщения — мужчина по имени Джей Д. Ортега — мёртв. Будучи неспособной, по некоторым причинам, раскодировать послание Ортеги, Иванова начинает расследование своими силами, пытаясь уловить какой-то смысл или логику в нападениях пиратов. Практически сразу же она находит зацепку — пираты атакуют корабли, в трюмах которых находится морбидий — субстанция, необходимая для производства оружия.
Вскоре после этого открытия, на станцию прибывает группа независимых следователей, и обвиняет Иванову в убийстве Ортеги. Сьюзен Иванова смещена с командного поста и находится под домашним арестом, в то время, как Гарибальди получает приказ не «давать хода» этому делу. Майкл Гарибальди начинает собственное расследование — в тот момент, когда происходит другое убийство.
Тем временем, Иванова защищает те корабли, которые находятся в предполагаемой ею зоне риска нападения пиратов, и относятся к группе риска. Во время одного из таких набегов ей удаётся захватить одного из пиратов живым и сопроводить его истребитель на судно. Там она узнает со слов захваченного, что за атаками кроется оружейная компания с Марса.
В этот момент от рук убийц погибает один из земных следователей. Все граждане Земного Альянса, считающие себя марсианами, устраивают на станции мятеж. Все эти события, приводят к тому, что капитан станции Джон Шеридан оказывает открытое неповиновение приказам Объединённого Командования, и вовлекается в расследование независимой группы. После этого, находится свидетель, связывающий для них второе убийство и упомянутую выше компанию по производству оружия.
После этого независимая группа следователей покидает станцию, и Сьюзен Иванова освобождается из-под своего ареста, и с неё снимаются всякие обвинения. По-прежнему неспособная раскодировать послание Ортеги, она просит телепата станции Талию Винтерс помочь ей. С её помощью Иванова узнает о субстанции, называемой «суперморбидий» — недавно разработанном веществе, которое во много раз усиливает мощность любого оружия, в котором оно использовано.
В конце выясняется, что Ортега располагал этой информацией, и Объединённое Командование устранило его, так как стремилось минимализировать круг знающих эту тайну людей.
=